# Copris rebouchei
Copris rebouchei là một loài bọ cánh cứng trong họ Bọ hung (Scarabaeidae).